# Colocharis elongata
Colocharis elongata är en stekelart som beskrevs av John M. Heraty 2002. Colocharis elongata ingår i släktet Colocharis och familjen Eucharitidae.
Artens utbredningsområde är Venezuela. Inga underarter finns listade i Catalogue of Life.